# Awala-Yalimapo
Awala-Yalimapo ist eine französische Kommune mit 1549 Einwohnern (Stand 1. Januar 2022) im Übersee-Département Französisch-Guayana, nahe der Grenze zu Suriname.

## Geografie
Awala-Yalimapo liegt im äußersten Nordwesten des Départements, zwischen den Flussmündungen des Mana und des Maroni, unweit der Küste. Die nächste Gemeinde Mana ist 22 km entfernt und bis zur nächsten Stadt Saint-Laurent-du-Maroni sind es weniger als 60 km.

## Geschichte
Die Gemeinde entstand verwaltungsmäßig am 31. Dezember 1988 durch Loslösung von der Kommune Mana, auf Druck der indianischen Kalinas in den Dörfern Aouara und Hattes. Diese Dörfer waren ehemals ein externes Gefangenenlager des Gefängnisses in Saint-Laurent-du-Maroni.

## Bevölkerung
- Zehn Jahre nach der Loslösung, anno 1999, betrug die Bevölkerungszahl von Awala-Yalimapo 887 Einwohner, jedoch beträgt die jährliche Zuwachsrate 3,4 %.
- Zwischen 1982 und 1990 strömten infolge der militärischen Auseinandersetzungen in Suriname Flüchtlinge aus den angrenzenden Regionen Albina und Galibi ins französische Awala-Yalimapo.
- 2000 waren 60 % der Bevölkerung unter 20 Jahre alt.